# Wikstroemia liangii
Wikstroemia liangii är en tibastväxtart som beskrevs av Elmer Drew Merrill och Chun. Wikstroemia liangii ingår i släktet Wikstroemia och familjen tibastväxter. Inga underarter finns listade i Catalogue of Life.